# Sanbàpolis
Sanbàpolis è un centro polifunzionale di Trento. Di proprietà dell'Opera Universitaria, ospita un palazzetto dello sport, un teatro, una palestra di roccia, sale fitness e uffici.

## Descrizione

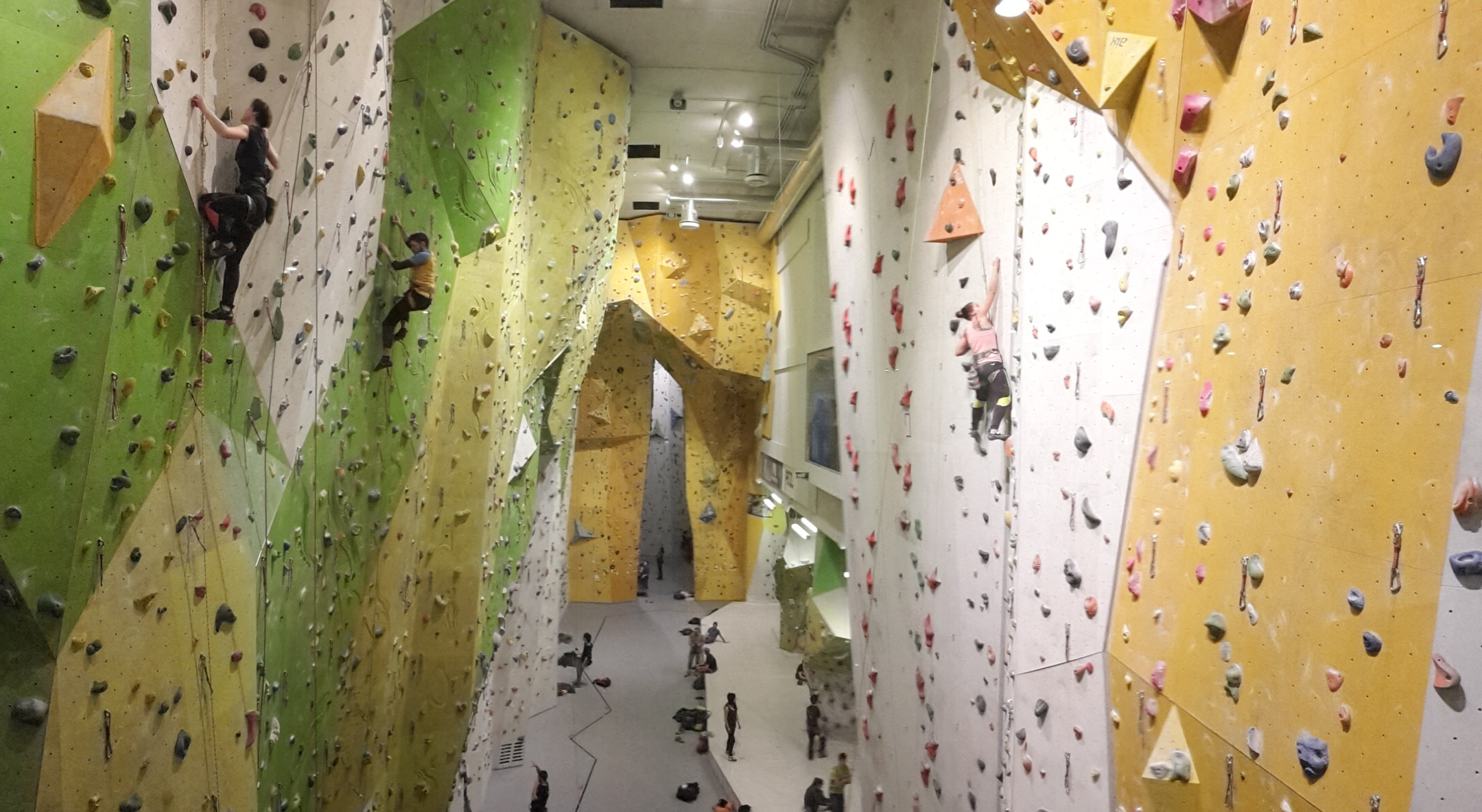
La palestra di roccia

Sanbàpolis si trova all'interno dello Studentato San Bartolameo, a Trento sud. 
Il palazzetto ha 560 posti aumentabili.
Il teatro, gestito dal Centro Servizi Culturali Santa Chiara, ha una gradinata fissa con 240 posti, aumentabili fino a 380.
La palestra di roccia, con un'altezza di 16 metri, un'estensione di 100 metri e una superficie arrampicabile di 2200 metri quadri, è la più grande d'Italia e la terza d'Europa.

## Storia
Sanbàpolis, inaugurato nel 2013, è stato inizialmente utilizzato come centro direzionale della XXVI Universiade invernale.
Il palazzetto ha ospitato le gare casalinghe della squadra femminile di pallavolo del Trentino Rosa, e poi la Trentino Volley femminile fino alla stagione 2022/2023, e tuttora viene utilizzata per alcuni allenamenti.